# Suak Gual
Suak Gual is een bestuurslaag in het regentschap Belitung van de provincie Bangka-Belitung, Indonesië. Suak Gual telt 856 inwoners (volkstelling 2010).